# Fornaluch
Fornaluch (catalansk: Fornalutx) er en by og kommune i det østlige Spanien på øen Mallorca i provinsen De Baleariske Øer. Den har et indbyggertal på 715 (2024) indbyggere.